# Oligosmerus immaculatus
Oligosmerus immaculatus là một loài bọ cánh cứng trong họ Cerambycidae.